# Aeroportul Internațional Senai
Aeroportul Internațional Senai (IATA: JHB, ICAO: WMKJ) este un aeroport din Senai⁠(d), Kulai District⁠(d), Johor, Malaysia ce deservește zona Johor. Aeroportul a fost tranzitat în 2021 de 370.852 de pasageri. A fost numit după Senai⁠(d).
Situat la o altitudine de 39 m, aeroportul dispune de 1 pistă.

## Infrastructură

### Piste
Aeroportul dispune de o singură pistă. Pista are orientarea 16/34.